# Sergio Bianchetto
Sergio Bianchetto (nascido em 16 de fevereiro de 1939) é um ex-ciclista italiano que participava em competições de ciclismo de pista e estrada. É o único ciclista a ganhar duas medalhas de ouro olímpica no tandem, que ele tem conquistado em 1960 e 1964.

## Carreira
Durante sua carreira incluem sua participação de dois Jogos Olímpicos; em Roma 1960, onde conquistou uma medalha de ouro na prova de tandem, com Giuseppe Beghetto; e em Tóquio 1964, conquistando duas medalhas: uma prata na prova de velocidade individual, atrás de Giovanni Pettenella e um ouro em tandem, fazendo parceria com Angelo Damiano. Bianchetto venceu cinco nacional e dois títulos mundiais, em 1961 e 1962. Após as Olimpíadas de 1964, ele se tornou profissional e aposentou-se em 1969.

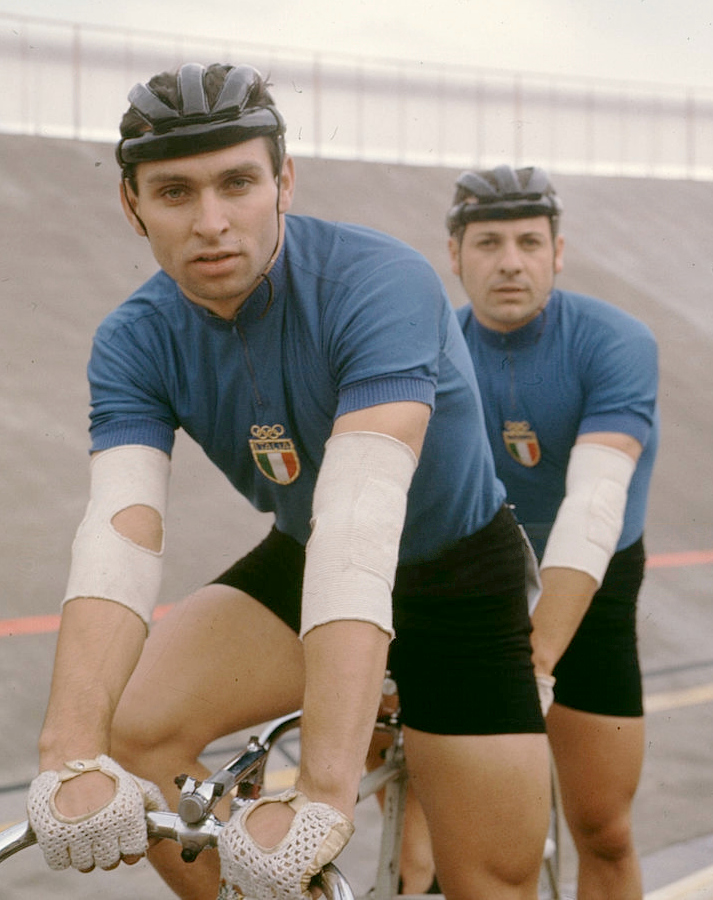
Sergio Bianchetto (à esquerda) e Angelo Damiano nas Olimpíadas de 1964